# Оселедцеві королі
Оселедцеві королі (Regalecidae) — родина костистих риб ряду лампридоподібних (Lampriformes). Включає три або чотири види у двох родах. Оселедцевий король чубатий (Regalecus glesne) виростає до 8 метрів завдовжки і є найдовшою сучасною костистою рибою.

## Поширення
Оселедцеві королі мають космополітичне поширення, але їхня чисельність кругом невелика.

## Опис
Вони мають довге, сильно витягнуте тіло. Спинний плавець починається над очима і тягнеться по всій довжині тіла. Цей плавець має 260-412 кісткових променів, з яких перші 10-13 променів подовжені насичено-червоного кольору, тому вони нагадують своєрідну корону. Черевні плавці так само сильно витягнуті й скорочені до 1-5 довгих променів. Анальний плавець відсутній. Очі маленькі. У них немає ні зубів, ні плавального міхура. Кількість хребців приблизно 143-170.

## Спосіб життя
Про екологію оселедцевих королів відомо небагато, оскільки живі екземпляри рідко спостерігаються людиною. Трапляються на глибині від 200 до 1600 метрів. Вони плавають вертикально з піднятою головою за допомогою хвилеподібного руху спинного плавця. Харчуються дрібними морськими тваринами, такими як ракоподібні, меншою рибою та головоногими молюсками. Одна самиця може відкладати від сотень тисяч до мільйонів ікринок. Вона відкладає ікру в товщу води, і вони вільно плавають у воді.

## Види
- Рід Agrostichthys (Phillipps, 1924)
  - Agrostichthys parkeri (Benham, 1904)
- Рід Regalecus (Ascanius, 1772)
  - Regalecus glesne (Ascanius, 1772)
  - Regalecus kinoi (Castro-Aguirre, Arvizu-Martinez y Alarcon-Gonzalez, 1991)
  - Regalecus russelii (Cuvier, 1816)